# Премия «Золотой глобус» за лучшую женскую роль в телевизионном сериале — драма
Премия «Золотой глобус» за лучшую женскую роль в телевизионном драматическом сериале вручается Голливудской ассоциацией иностранной прессы с 1970 года. Награда за роли на телевидении вручалась с 1962 года, и первоначально категория носила название «Лучшая телевизионная актриса». С 1970 года было введено разграничение по жанрам: «Лучшая женская роль в телевизионном телесериале — драма» и «Премия «Золотой глобус» за лучшую женскую роль в телевизионном сериале — комедия или мюзикл».
Ниже приведён полный список победителей и номинантов. С 1962 по 1969 гг. перечислены актрисы, номинированные в категории «Лучшая телевизионная актриса». 
 Имена победителей выделены отдельным цветом. 

## 1962—1970
«Лучшая телевизионная актриса»
| Год  | Церемония | Фотографии лауреатов                                                        | Лауреаты и номинанты                                        |
| ---- | --------- | --------------------------------------------------------------------------- | ----------------------------------------------------------- |
| 1962 | 19-я      |                                                                             | • Полин Фредерикс                                           |
| 1963 | 20-я      |                                                                             | • Донна Рид — «Шоу Донны Рид» за роль Донны Стоун           |
| 1964 | 21-я      |                                                                             | • Ингер Стивенс — «Дочь фермера» за роль Кэтрин Хольстрам   |
| 1964 | 21-я      | • Ширли Бут — «Хейзел» за роль Хейзел Бёрк                                  |                                                             |
| 1964 | 21-я      | • Дороти Лоудон — «Шоу Гарри Мура» за роль самой себя                       |                                                             |
| 1964 | 21-я      | • Кэролин Джонс — «Правосудие Бёрка» за роль Бетси Ричардс                  |                                                             |
| 1964 | 21-я      | • Глория Свенсон — «Правосудие Бёрка» за роль мисс Лили Боулс               |                                                             |
| 1965 | 22-я      |                                                                             | • Мэри Тайлер Мур — «Шоу Дика Ван Дайка» за роль Лоры Петри |
| 1965 | 22-я      | • Иветт Мимо — «Доктор Килдар» за роль Пэт Холмс                            |                                                             |
| 1965 | 22-я      | • Джули Ньюмар — «Моя живая кукла» за роль Роды                             |                                                             |
| 1965 | 22-я      | • Дороти Мэлоун — «Пейтон-Плейс» за роль Констанс Маккензи Карсон           |                                                             |
| 1965 | 22-я      | • Элизабет Монтгомери — «Моя жена меня приворожила» за роль Саманты Стивенс |                                                             |
| 1966 | 23-я      |                                                                             | • Энн Фрэнсис — «Сладкий запад» за роль Хани Уэст           |
| 1966 | 23-я      | • Патти Дьюк — «Шоу Патти Дьюк» за роль Кэти Лейн                           |                                                             |
| 1966 | 23-я      | • Дороти Мэлоун — «Пейтон-Плейс» за роль Констанс Маккензи Карсон           |                                                             |
| 1966 | 23-я      | • Барбара Стэнвик — «Большая долина» за роль Виктории Баркли                |                                                             |
| 1966 | 23-я      | • Миа Фэрроу — «Пейтон-Плейс» за роль Алисон Маккензи                       |                                                             |
| 1967 | 24-я      |                                                                             | • Марло Томас — «Эта девушка» за роль Энн Мари              |
| 1967 | 24-я      | • Филлис Диллер — «Шоу Филлис Диллер» за роль Филлис Прюитт                 |                                                             |
| 1967 | 24-я      | • Барбара Иден — «Я мечтаю о Джинни» за роль Джинни                         |                                                             |
| 1967 | 24-я      | • Барбара Стэнвик — «Большая долина» за роль Виктории Баркли                |                                                             |
| 1967 | 24-я      | • Элизабет Монтгомери — «Моя жена меня приворожила» за роль Саманты Стивенс |                                                             |
| 1968 | 25-я      |                                                                             | • Кэрол Бёрнетт — «Шоу Кэрол Бёрнетт» за разные роли        |
| 1968 | 25-я      | • Люсиль Болл — «Шоу Люси» за роль Люси Кармайкл                            |                                                             |
| 1968 | 25-я      | • Барбара Бэйн — «Миссия невыполнима» за роль Синнамон Картер               |                                                             |
| 1968 | 25-я      | • Нэнси Синатра — «Movin’ with Nancy» за роль самой себя                    |                                                             |
| 1968 | 25-я      | • Барбара Стэнвик — «Большая долина» за роль Виктории Баркли                |                                                             |
| 1969 | 26-я      |                                                                             | • Дайан Кэрролл — «Джулия» за роль Джулии Бейкер            |
| 1969 | 26-я      | • Дорис Дэй — «Шоу Дорис Дэй» за роль Дорис Мартин                          |                                                             |
| 1969 | 26-я      | • Хоуп Лэнг — «Призрак и миссис Муир» за роль Кэролин Муир                  |                                                             |
| 1969 | 26-я      | • Элизабет Монтгомери — «Моя жена меня приворожила» за роль Саманты Стивенс |                                                             |
| 1969 | 26-я      | • Нэнси Синатра — «Movin’ with Nancy» за роль самой себя                    |                                                             |

«Лучшая женская роль в телевизионном телесериале — драма»
| Год  | Церемония | Фотографии лауреатов                                          | Лауреаты и номинанты                                           |
| ---- | --------- | ------------------------------------------------------------- | -------------------------------------------------------------- |
| 1970 | 27-я      |                                                               | • Линда Кристал — «Высокий кустарник» за роль Виктории Монтойя |
| 1970 | 27-я      | • Аманда Блейк — «Дымок из ствола» за роль мисс Китти Расселл |                                                                |
| 1970 | 27-я      | • Пегги Липтон — «Отряд „Стиляги“» за роль Джули Барнс        |                                                                |
| 1970 | 27-я      | • Дениз Николас — «Комната 222» за роль мисс Лиз Макинтайр    |                                                                |
| 1970 | 27-я      | • Элинор Паркер — «Мир Брэкена» за роль Сильвии Колдуэлл      |                                                                |

## 1971—1980
| Год  | Церемония | Фотографии лауреатов                                                   | Лауреаты и номинанты                                                  |
| ---- | --------- | ---------------------------------------------------------------------- | --------------------------------------------------------------------- |
| 1971 | 28-я      |                                                                        | • Пегги Липтон — «Отряд „Стиляги“» за роль Джули Барнс                |
| 1971 | 28-я      | • Аманда Блейк — «Дымок из ствола» за роль мисс Китти Расселл          |                                                                       |
| 1971 | 28-я      | • Линда Кристал — «Высокий кустарник» за роль Виктории Монтойя         |                                                                       |
| 1971 | 28-я      | • Дениз Николас — «Комната 222» за роль мисс Лиз Макинтайр             |                                                                       |
| 1971 | 28-я      | • Иветт Мимо — «Самая смертельная игра» за роль Ванессы Смит           |                                                                       |
| 1972 | 29-я      |                                                                        | • Патриция Нил — «Уолтоны» за роль Оливии Уолтон                      |
| 1972 | 29-я      | • Дениз Николас — «Комната 222» за роль мисс Лиз Макинтайр             |                                                                       |
| 1972 | 29-я      | • Пегги Липтон — «Отряд „Стиляги“» за роль Джули Барнс                 |                                                                       |
| 1972 | 29-я      | • Линда Дэй Джордж — «Миссия невыполнима» за роль Лизы Кейси           |                                                                       |
| 1972 | 29-я      | • Сьюзан Сент-Джеймс — «Макмиллан и жена» за роль Салли Макмиллан      |                                                                       |
| 1973 | 30-я      |                                                                        | • Гейл Фишер — «Мэнникс» за роль Пегги Фэйр                           |
| 1973 | 30-я      | • Майкл Лернд — «Уолтоны» за роль Оливии Уолтон                        |                                                                       |
| 1973 | 30-я      | • Эллен Корби — «Уолтоны» за роль Эстер Уолтон                         |                                                                       |
| 1973 | 30-я      | • Пегги Липтон — «Отряд „Стиляги“» за роль Джули Барнс                 |                                                                       |
| 1973 | 30-я      | • Энн Джеффрис — «Дельфийское бюро» за роль Сибил Ван Лоурин           |                                                                       |
| 1973 | 30-я      | • Сьюзан Сент-Джеймс — «Макмиллан и жена» за роль Салли Макмиллан      |                                                                       |
| 1974 | 31-я      |                                                                        | • Ли Ремик — «Голубой рыцарь» за роль Кэсси Уолтерс                   |
| 1974 | 31-я      | • Майкл Лернд — «Уолтоны» за роль Оливии Уолтон                        |                                                                       |
| 1974 | 31-я      | • Джули Лондон — «Критическое положение!» за роль сестры Дикси Макколл |                                                                       |
| 1974 | 31-я      | • Эмили Маклафлин — «Главный госпиталь» за роль сестры Джесси Брюэр    |                                                                       |
| 1974 | 31-я      | • Сьюзан Сент-Джеймс — «Макмиллан и жена» за роль Салли Макмиллан      |                                                                       |
| 1975 | 32-я      |                                                                        | • Энджи Дикинсон — «Женщина-полицейский» за роль Лиэнн Андерсон       |
| 1975 | 32-я      | • Майкл Лернд — «Уолтоны» за роль Оливии Уолтон                        |                                                                       |
| 1975 | 32-я      | • Тереза Грейвз — «Завоюй любовь Кристи!» за роль Кристи Лав           |                                                                       |
| 1975 | 32-я      | • Ли Меривезер — «Барнаби Джонс» за роль Бетти Джонс                   |                                                                       |
| 1975 | 32-я      | • Джин Марш — «Вверх и вниз по лестнице» за роль Роуз Бак              |                                                                       |
| 1975 | 32-я      | • Эмили Маклафлин — «Главный госпиталь» за роль сестры Джесси Брюэр    |                                                                       |
| 1976 | 33-я      |                                                                        | • Ли Ремик — «Дженни: Леди Рэндольф Черчилль» за роль Дженни Черчилль |
| 1976 | 33-я      | • Майкл Лернд — «Уолтоны» за роль Оливии Уолтон                        |                                                                       |
| 1976 | 33-я      | • Ли Меривезер — «Барнаби Джонс» за роль Бетти Джонс                   |                                                                       |
| 1976 | 33-я      | • Розмари Харрис — «Известная женщина» за роль Жорж Санд               |                                                                       |
| 1976 | 33-я      | • Энджи Дикинсон — «Женщина-полицейский» за роль Лиэнн Андерсон        |                                                                       |
| 1977 | 34-я      |                                                                        | • Сьюзан Блэйкли — «Богач, бедняк» за роль Джули Прескотт             |
| 1977 | 34-я      | • Сада Томпсон — «Семья» за роль Кейт Лоуренс                          |                                                                       |
| 1977 | 34-я      | • Джин Марш — «Вверх и вниз по лестнице» за роль Роуз Бак              |                                                                       |
| 1977 | 34-я      | • Фэрра Фосетт — «Ангелы Чарли» за роль Джилл Манро                    |                                                                       |
| 1977 | 34-я      | • Кейт Джексон — «Ангелы Чарли» за роль Сабрины Дункан                 |                                                                       |
| 1977 | 34-я      | • Линдси Вагнер — «Бионическая женщина» за роль Джейм Соммерс          |                                                                       |
| 1977 | 34-я      | • Энджи Дикинсон — «Женщина-полицейский» за роль Лиэнн Андерсон        |                                                                       |
| 1978 | 35-я      |                                                                        | • Лесли Энн Уоррен — «Семьдесят девять Парк Авеню» за роль Марианны   |
| 1978 | 35-я      | • Лесли Аггамс — «Корни» за роль Киззи                                 |                                                                       |
| 1978 | 35-я      | • Кейт Джексон — «Ангелы Чарли» за роль Сабрины Дункан                 |                                                                       |
| 1978 | 35-я      | • Энджи Дикинсон — «Женщина-полицейский» за роль Лиэнн Андерсон        |                                                                       |
| 1978 | 35-я      | • Линдси Вагнер — «Бионическая женщина» за роль Джейм Соммерс          |                                                                       |
| 1979 | 36-я      |                                                                        | • Розмари Харрис — «Холокост» за роль Берты Палитц Вайсс              |
| 1979 | 36-я      | • Ли Ремик — «Колёса» за роль Эрики Трентон                            |                                                                       |
| 1979 | 36-я      | • Сада Томпсон — «Семья» за роль Кейт Лоуренс                          |                                                                       |
| 1979 | 36-я      | • Кейт Джексон — «Ангелы Чарли» за роль Сабрины Дункан                 |                                                                       |
| 1979 | 36-я      | • Кристи Макникол — «Семья» за роль Летиции «Бадди» Лоуренс            |                                                                       |
| 1980 | 37-я      |                                                                        | • Натали Вуд — «Отныне и во веки веков» за роль Карен Холмс           |
| 1980 | 37-я      | • Сада Томпсон — «Семья» за роль Кейт Лоуренс                          |                                                                       |
| 1980 | 37-я      | • Барбара Бел Геддес — «Даллас» за роль Элли Эвинг                     |                                                                       |
| 1980 | 37-я      | • Кейт Малгрю — «Миссис Коломбо» за роль Кейт Коломбо                  |                                                                       |
| 1980 | 37-я      | • Стефани Пауэрс — «Супруги Харт» за роль Дженнифер Харт               |                                                                       |

## 1981—1990
| Год  | Церемония | Фотографии лауреатов                                                  | Лауреаты и номинанты                                                  | Лауреаты и номинанты                                                  |
| ---- | --------- | --------------------------------------------------------------------- | --------------------------------------------------------------------- | --------------------------------------------------------------------- |
| 1981 | 38-я      |                                                                       | • Ёко Симада — «Сёгун» за роль леди Тоды Бунтаро                      | • Ёко Симада — «Сёгун» за роль леди Тоды Бунтаро                      |
| 1981 | 38-я      | • Линда Грей — «Даллас» за роль Сью Эллен Юинг                        |                                                                       |                                                                       |
| 1981 | 38-я      | • Барбара Бел Геддес — «Даллас» за роль Мисс Элли Юинг                |                                                                       |                                                                       |
| 1981 | 38-я      | • Стефани Пауэрс — «Супруги Харт» за роль Дженнифер Харт              |                                                                       |                                                                       |
| 1981 | 38-я      | • Мелисса Гилберт — «Маленький домик в прериях» за роль Лоры Ингаллс  |                                                                       |                                                                       |
| 1982 | 39-я      |                                                                       | • Линда Эванс — «Династия» за роль Кристл Кэррингтон                  |                                                                       |
| 1982 | 39-я      | • Барбара Бел Геддес — «Даллас» за роль Мисс Элли Юинг                |                                                                       |                                                                       |
| 1982 | 39-я      | • Линда Грей — «Даллас» за роль Сью Эллен Юинг                        |                                                                       |                                                                       |
| 1982 | 39-я      | • Джоан Коллинз — «Династия» за роль Алексис Кэррингтон               |                                                                       |                                                                       |
| 1982 | 39-я      | • Стефани Пауэрс — «Супруги Харт» за роль Дженнифер Харт              |                                                                       |                                                                       |
| 1982 | 39-я      | • Морган Фэйрчайлд — «Фламинго-роуд» за роль Констанс Уэлдон Карлайл  |                                                                       |                                                                       |
| 1983 | 40-я      |                                                                       | • Джоан Коллинз — «Династия» за роль Алексис Кэррингтон               | • Джоан Коллинз — «Династия» за роль Алексис Кэррингтон               |
| 1983 | 40-я      | • Линда Эванс — «Династия» за роль Кристл Кэррингтон                  |                                                                       |                                                                       |
| 1983 | 40-я      | • Виктория Принсипал — «Даллас» за роль Памелы Барнс                  |                                                                       |                                                                       |
| 1983 | 40-я      | • Джейн Уайман — «Фэлкон Крест» за роль Анджелы Ченнинг               |                                                                       |                                                                       |
| 1983 | 40-я      | • Стефани Пауэрс — «Супруги Харт» за роль Дженнифер Харт              |                                                                       |                                                                       |
| 1984 | 41-я      |                                                                       | • Джейн Уайман — «Фэлкон Крест» за роль Анджелы Ченнинг               | • Джейн Уайман — «Фэлкон Крест» за роль Анджелы Ченнинг               |
| 1984 | 41-я      | • Тайн Дейли — «Кегни и Лейси» за роль Мэри Бет Лейси                 |                                                                       |                                                                       |
| 1984 | 41-я      | • Линда Эванс — «Династия» за роль Кристл Кэррингтон                  |                                                                       |                                                                       |
| 1984 | 41-я      | • Джоан Коллинз — «Династия» за роль Алексис Кэррингтон               |                                                                       |                                                                       |
| 1984 | 41-я      | • Стефани Пауэрс — «Супруги Харт» за роль Дженнифер Харт              |                                                                       |                                                                       |
| 1985 | 42-я      |                                                                       | • Анджела Лэнсбери — «Она написала убийство» за роль Джессики Флетчер | • Анджела Лэнсбери — «Она написала убийство» за роль Джессики Флетчер |
| 1985 | 42-я      | • Тайн Дейли — «Кегни и Лейси» за роль Мэри Бет Лейси                 |                                                                       |                                                                       |
| 1985 | 42-я      | • Шэрон Глесс — «Кегни и Лейси» за роль Кристин Кегни                 |                                                                       |                                                                       |
| 1985 | 42-я      | • Линда Эванс — «Династия» за роль Кристл Кэррингтон                  |                                                                       |                                                                       |
| 1985 | 42-я      | • Джоан Коллинз — «Династия» за роль Алексис Кэррингтон               |                                                                       |                                                                       |
| 1985 | 42-я      | • Кейт Джексон — «Пугало и миссис Кинг» за роль Аманды Кинг           |                                                                       |                                                                       |
| 1986 | 43-я      |                                                                       | • Шэрон Глесс — «Кегни и Лейси» за роль Кристин Кегни                 | • Шэрон Глесс — «Кегни и Лейси» за роль Кристин Кегни                 |
| 1986 | 43-я      | • Тайн Дейли — «Кегни и Лейси» за роль Мэри Бет Лейси                 |                                                                       |                                                                       |
| 1986 | 43-я      | • Линда Эванс — «Династия» за роль Кристл Кэррингтон                  |                                                                       |                                                                       |
| 1986 | 43-я      | • Джоан Коллинз — «Династия» за роль Алексис Кэррингтон               |                                                                       |                                                                       |
| 1986 | 43-я      | • Анджела Лэнсбери — «Она написала убийство» за роль Джессики Флетчер |                                                                       |                                                                       |
| 1987 | 44-я      |                                                                       | • Анджела Лэнсбери — «Она написала убийство» за роль Джессики Флетчер | • Анджела Лэнсбери — «Она написала убийство» за роль Джессики Флетчер |
| 1987 | 44-я      | • Шэрон Глесс — «Кегни и Лейси» за роль Кристин Кегни                 |                                                                       |                                                                       |
| 1987 | 44-я      | • Тайн Дейли — «Кегни и Лейси» за роль Мэри Бет Лейси                 |                                                                       |                                                                       |
| 1987 | 44-я      | • Джоан Коллинз — «Династия» за роль Алексис Кэррингтон               |                                                                       |                                                                       |
| 1987 | 44-я      | • Конни Селлекка — «Отель» за роль Кристин Фрэнсис                    |                                                                       |                                                                       |
| 1988 | 45-я      |                                                                       | • Сьюзан Дей — «Закон Лос-Анджелеса» за роль Грейс Ван Оуэн           | • Сьюзан Дей — «Закон Лос-Анджелеса» за роль Грейс Ван Оуэн           |
| 1988 | 45-я      | • Шэрон Глесс — «Кегни и Лейси» за роль Кристин Кегни                 |                                                                       |                                                                       |
| 1988 | 45-я      | • Джилл Айкенберри — «Закон Лос-Анджелеса» за роль Энн Келси          |                                                                       |                                                                       |
| 1988 | 45-я      | • Линда Хэмилтон — «Красавица и чудовище» за роль Кэтрин Чендлер      |                                                                       |                                                                       |
| 1988 | 45-я      | • Анджела Лэнсбери — «Она написала убийство» за роль Джессики Флетчер |                                                                       |                                                                       |
| 1989 | 46-я      |                                                                       | • Джилл Айкенберри — «Закон Лос-Анджелеса» за роль Энн Келси          | • Джилл Айкенберри — «Закон Лос-Анджелеса» за роль Энн Келси          |
| 1989 | 46-я      | • Шэрон Глесс — «Кегни и Лейси» за роль Кристин Кегни                 |                                                                       |                                                                       |
| 1989 | 46-я      | • Сьюзан Дей — «Закон Лос-Анджелеса» за роль Грейс Ван Оуэн           |                                                                       |                                                                       |
| 1989 | 46-я      | • Линда Хэмилтон — «Красавица и чудовище» за роль Кэтрин Чендлер      |                                                                       |                                                                       |
| 1989 | 46-я      | • Анджела Лэнсбери — «Она написала убийство» за роль Джессики Флетчер |                                                                       |                                                                       |
| 1990 | 47-я      |                                                                       | • Анджела Лэнсбери — «Она написала убийство» за роль Джессики Флетчер | • Анджела Лэнсбери — «Она написала убийство» за роль Джессики Флетчер |
| 1990 | 47-я      | • Дана Дилейни — «Чайна-бич» за роль Колин Макмёрфи                   |                                                                       |                                                                       |
| 1990 | 47-я      | • Сьюзан Дей — «Закон Лос-Анджелеса» за роль Грейс Ван Оуэн           |                                                                       |                                                                       |
| 1990 | 47-я      | • Джилл Айкенберри — «Закон Лос-Анджелеса» за роль Энн Келси          |                                                                       |                                                                       |
| 1990 | 47-я      | • Мел Харрис — «Тридцать-с-чем-то» за роль Хоуп Мёрдок Стидман        |                                                                       |                                                                       |

## 1991—2000
| Год  | Церемония | Фотографии лауреатов                                                      | Лауреаты и номинанты                                                      | Лауреаты и номинанты                                                      |
| ---- | --------- | ------------------------------------------------------------------------- | ------------------------------------------------------------------------- | ------------------------------------------------------------------------- |
| 1991 | 48-я      |                                                                           | • Шэрон Глесс — «Испытания Рози О’Нил» за роль Фионы Роуз «Рози» О’Нил    |                                                                           |
| 1991 | 48-я      | • Патриша Уэттиг — «Тридцать-с-чем-то» за роль Нэнси Уэстон               |                                                                           |                                                                           |
| 1991 | 48-я      | • Дана Дилейни — «Чайна-бич» за роль Колин Макмёрфи                       |                                                                           |                                                                           |
| 1991 | 48-я      | • Сьюзан Дей — «Закон Лос-Анджелеса» за роль Грейс Ван Оуэн               |                                                                           |                                                                           |
| 1991 | 48-я      | • Джилл Айкенберри — «Закон Лос-Анджелеса» за роль Энн Келси              |                                                                           |                                                                           |
| 1991 | 48-я      | • Анджела Лэнсбери — «Она написала убийство» за роль Джессики Флетчер     |                                                                           |                                                                           |
| 1992 | 49-я      |                                                                           | • Анджела Лэнсбери — «Она написала убийство» за роль Джессики Флетчер     | • Анджела Лэнсбери — «Она написала убийство» за роль Джессики Флетчер     |
| 1992 | 49-я      | • Сьюзан Дей — «Закон Лос-Анджелеса» за роль Грейс Ван Оуэн               |                                                                           |                                                                           |
| 1992 | 49-я      | • Джанин Тёрнер — «Северная сторона» за роль Мэгги О’Коннелл              |                                                                           |                                                                           |
| 1992 | 49-я      | • Марли Мэтлин — «Обоснованные сомнения» за роль Тесс Кауфман             |                                                                           |                                                                           |
| 1992 | 49-я      | • Шэрон Глесс — «Испытания Рози О’Нил» за роль Фионы Роуз «Рози» О’Нил    |                                                                           |                                                                           |
| 1993 | 50-я      |                                                                           | • Реджина Тейлор — «Я улечу» за роль Лили Харпер                          | • Реджина Тейлор — «Я улечу» за роль Лили Харпер                          |
| 1993 | 50-я      | • Марли Мэтлин — «Обоснованные сомнения» за роль Тесс Кауфман             |                                                                           |                                                                           |
| 1993 | 50-я      | • Мэриел Хемингуэй — «Гражданские войны» за роль Сидни Гилфорд            |                                                                           |                                                                           |
| 1993 | 50-я      | • Джанин Тёрнер — «Северная сторона» за роль Мэгги О’Коннелл              |                                                                           |                                                                           |
| 1993 | 50-я      | • Анджела Лэнсбери — «Она написала убийство» за роль Джессики Флетчер     |                                                                           |                                                                           |
| 1994 | 51-я      |                                                                           | • Кэти Бейкер — «Застава фехтовальщиков» за роль Джилл Брок               | • Кэти Бейкер — «Застава фехтовальщиков» за роль Джилл Брок               |
| 1994 | 51-я      | • Сила Уорд — «Сёстры» за роль Теодоры «Тедди» Рид                        |                                                                           |                                                                           |
| 1994 | 51-я      | • Хизер Локлир — «Мелроуз Плейс» за роль Аманды Вудворд                   |                                                                           |                                                                           |
| 1994 | 51-я      | • Джанин Тёрнер — «Северная сторона» за роль Мэгги О’Коннелл              |                                                                           |                                                                           |
| 1994 | 51-я      | • Джейн Сеймур — «Доктор Куин, женщина-врач» за роль доктора Микаэлы Куин |                                                                           |                                                                           |
| 1995 | 52-я      |                                                                           | • Клэр Дэйнс — «Моя так называемая жизнь» за роль Анджелы Чейз            | • Клэр Дэйнс — «Моя так называемая жизнь» за роль Анджелы Чейз            |
| 1995 | 52-я      | • Кэти Бейкер — «Застава фехтовальщиков» за роль Джилл Брок               |                                                                           |                                                                           |
| 1995 | 52-я      | • Хизер Локлир — «Мелроуз Плейс» за роль Аманды Вудворд                   |                                                                           |                                                                           |
| 1995 | 52-я      | • Анджела Лэнсбери — «Она написала убийство» за роль Джессики Флетчер     |                                                                           |                                                                           |
| 1995 | 52-я      | • Джейн Сеймур — «Доктор Куин, женщина-врач» за роль доктора Микаэлы Куин |                                                                           |                                                                           |
| 1996 | 53-я      |                                                                           | • Джейн Сеймур — «Доктор Куин, женщина-врач» за роль доктора Микаэлы Куин | • Джейн Сеймур — «Доктор Куин, женщина-врач» за роль доктора Микаэлы Куин |
| 1996 | 53-я      | • Кэти Бейкер — «Застава фехтовальщиков» за роль Джилл Брок               |                                                                           |                                                                           |
| 1996 | 53-я      | • Хизер Локлир — «Мелроуз Плейс» за роль Аманды Вудворд                   |                                                                           |                                                                           |
| 1996 | 53-я      | • Джиллиан Андерсон — «Секретные материалы» за роль агента Даны Скалли    |                                                                           |                                                                           |
| 1996 | 53-я      | • Шерри Стрингфилд — «Скорая помощь» за роль доктора Сьюзан Льюис         |                                                                           |                                                                           |
| 1997 | 54-я      |                                                                           | • Джиллиан Андерсон — «Секретные материалы» за роль агента Даны Скалли    | • Джиллиан Андерсон — «Секретные материалы» за роль агента Даны Скалли    |
| 1997 | 54-я      | • Хизер Локлир — «Мелроуз Плейс» за роль Аманды Вудворд                   |                                                                           |                                                                           |
| 1997 | 54-я      | • Кристин Лахти — «Надежда Чикаго» за роль доктора Кейт Остин             |                                                                           |                                                                           |
| 1997 | 54-я      | • Шерри Стрингфилд — «Скорая помощь» за роль доктора Сьюзан Льюис         |                                                                           |                                                                           |
| 1997 | 54-я      | • Джейн Сеймур — «Доктор Куин, женщина-врач» за роль доктора Микаэлы Куин |                                                                           |                                                                           |
| 1998 | 55-я      |                                                                           | • Кристин Лахти — «Надежда Чикаго» за роль доктора Кейт Остин             | • Кристин Лахти — «Надежда Чикаго» за роль доктора Кейт Остин             |
| 1998 | 55-я      | • Рома Дауни — «Прикосновение ангела» за роль Моники                      |                                                                           |                                                                           |
| 1998 | 55-я      | • Ким Дилейни — «Полиция Нью-Йорка» за роль Дайан Расселл                 |                                                                           |                                                                           |
| 1998 | 55-я      | • Джулианна Маргулис — «Скорая помощь» за роль Кэрол Хэттеуэй             |                                                                           |                                                                           |
| 1998 | 55-я      | • Джиллиан Андерсон — «Секретные материалы» за роль агента Даны Скалли    |                                                                           |                                                                           |
| 1999 | 56-я      |                                                                           | • Кери Расселл — «Фелисити» за роль Фелисити Портер                       | • Кери Расселл — «Фелисити» за роль Фелисити Портер                       |
| 1999 | 56-я      | • Рома Дауни — «Прикосновение ангела» за роль Моники                      |                                                                           |                                                                           |
| 1999 | 56-я      | • Ким Дилейни — «Полиция Нью-Йорка» за роль Дайан Расселл                 |                                                                           |                                                                           |
| 1999 | 56-я      | • Джулианна Маргулис — «Скорая помощь» за роль Кэрол Хэттеуэй             |                                                                           |                                                                           |
| 1999 | 56-я      | • Джиллиан Андерсон — «Секретные материалы» за роль агента Даны Скалли    |                                                                           |                                                                           |
| 2000 | 57-я      |                                                                           | • Эди Фалко — «Клан Сопрано» за роль Кармелы Сопрано                      | • Эди Фалко — «Клан Сопрано» за роль Кармелы Сопрано                      |
| 2000 | 57-я      | • Сила Уорд — «Опять и снова» за роль Лили Мэннинг                        |                                                                           |                                                                           |
| 2000 | 57-я      | • Лоррейн Бракко — «Клан Сопрано» за роль Дженнифер Мелфи                 |                                                                           |                                                                           |
| 2000 | 57-я      | • Эми Бреннеман — «Справедливая Эми» за роль Эми Грей                     |                                                                           |                                                                           |
| 2000 | 57-я      | • Джулианна Маргулис — «Скорая помощь» за роль Кэрол Хэттеуэй             |                                                                           |                                                                           |

## 2001—2010
| Год  | Церемония | Фотографии лауреатов                                                                       | Лауреаты и номинанты                                                                       |
| ---- | --------- | ------------------------------------------------------------------------------------------ | ------------------------------------------------------------------------------------------ |
| 2001 | 58-я      |                                                                                            | • Сила Уорд — «Опять и снова» за роль Лили Мэннинг                                         |
| 2001 | 58-я      | • Эди Фалко — «Клан Сопрано» за роль Кармелы Сопрано                                       |                                                                                            |
| 2001 | 58-я      | • Лоррейн Бракко — «Клан Сопрано» за роль Дженнифер Мелфи                                  |                                                                                            |
| 2001 | 58-я      | • Джессика Альба — «Тёмный ангел» за роль Макс Гевара                                      |                                                                                            |
| 2001 | 58-я      | • Эми Бреннеман — «Справедливая Эми» за роль Эми Грей                                      |                                                                                            |
| 2001 | 58-я      | • Сара Мишель Геллар — «Баффи — истребительница вампиров» за роль Баффи Саммерс            |                                                                                            |
| 2002 | 59-я      |                                                                                            | • Дженнифер Гарнер — «Шпионка» за роль Сидни Бристоу                                       |
| 2002 | 59-я      | • Эди Фалко — «Клан Сопрано» за роль Кармелы Сопрано                                       |                                                                                            |
| 2002 | 59-я      | • Лоррейн Бракко — «Клан Сопрано» за роль Дженнифер Мелфи                                  |                                                                                            |
| 2002 | 59-я      | • Сила Уорд — «Опять и снова» за роль Лили Мэннинг                                         |                                                                                            |
| 2002 | 59-я      | • Лорен Грэм — «Девочки Гилмор» за роль Лорелай Гилмор                                     |                                                                                            |
| 2002 | 59-я      | • Эми Бреннеман — «Справедливая Эми» за роль Эми Грей                                      |                                                                                            |
| 2002 | 59-я      | • Марг Хелгенбергер — «C.S.I.: Место преступления» за роль Кэтрин Уиллоус                  |                                                                                            |
| 2003 | 60-я      |                                                                                            | • Эди Фалко — «Клан Сопрано» за роль Кармелы Сопрано                                       |
| 2003 | 60-я      | • Дженнифер Гарнер — «Шпионка» за роль Сидни Бристоу                                       |                                                                                            |
| 2003 | 60-я      | • Эллисон Дженни — «Западное крыло» за роль Си Джей Крегг                                  |                                                                                            |
| 2003 | 60-я      | • Рэйчел Гриффитс — «Клиент всегда мёртв» за роль Бренды Ченовит                           |                                                                                            |
| 2003 | 60-я      | • Марг Хелгенбергер — «C.S.I.: Место преступления» за роль Кэтрин Уиллоус                  |                                                                                            |
| 2004 | 61-я      |                                                                                            | • Фрэнсис Конрой — «Клиент всегда мёртв» за роль Рут Фишер                                 |
| 2004 | 61-я      | • Дженнифер Гарнер — «Шпионка» за роль Сидни Бристоу                                       |                                                                                            |
| 2004 | 61-я      | • Эмбер Тэмблин — «Новая Жанна Д’Арк» за роль Джоан Джирарди                               |                                                                                            |
| 2004 | 61-я      | • Эллисон Дженни — «Западное крыло» за роль Си Джей Крегг                                  |                                                                                            |
| 2004 | 61-я      | • Джоэли Ричардсон — «Части тела» за роль Джулии Макнамары                                 |                                                                                            |
| 2005 | 62-я      |                                                                                            | • Маришка Харгитей — «Закон и порядок: Специальный корпус» за роль детектива Оливии Бенсон |
| 2005 | 62-я      | • Эди Фалко — «Клан Сопрано» за роль Кармелы Сопрано                                       |                                                                                            |
| 2005 | 62-я      | • Дженнифер Гарнер — «Шпионка» за роль Сидни Бристоу                                       |                                                                                            |
| 2005 | 62-я      | • Кристин Лахти — «Джек и Бобби» за роль Грейс Маккалистер                                 |                                                                                            |
| 2005 | 62-я      | • Джоэли Ричардсон — «Части тела» за роль Джулии Макнамары                                 |                                                                                            |
| 2006 | 63-я      |                                                                                            | • Джина Дэвис — «Женщина-президент» за роль Маккензи Аллен                                 |
| 2006 | 63-я      | • Полли Уокер — «Рим» за роль Атии                                                         |                                                                                            |
| 2006 | 63-я      | • Гленн Клоуз — «Щит» за роль Моники Роулинг                                               |                                                                                            |
| 2006 | 63-я      | • Кира Седжвик — «Ищейка» за роль Бренды Ли Джонсон                                        |                                                                                            |
| 2006 | 63-я      | • Патриция Аркетт — «Медиум» за роль Аллисон Дюбуа                                         |                                                                                            |
| 2007 | 64-я      |                                                                                            | • Кира Седжвик — «Ищейка» за роль Бренды Ли Джонсон                                        |
| 2007 | 64-я      | • Эди Фалко — «Клан Сопрано» за роль Кармелы Сопрано                                       |                                                                                            |
| 2007 | 64-я      | • Патрисия Аркетт — «Медиум» за роль Аллисон Дюбуа                                         |                                                                                            |
| 2007 | 64-я      | • Эванджелин Лилли — «Остаться в живых» за роль Кейт Остин                                 |                                                                                            |
| 2007 | 64-я      | • Эллен Помпео — «Анатомия страсти» за роль Мередит Грей                                   |                                                                                            |
| 2008 | 65-я      |                                                                                            | • Гленн Клоуз — «Схватка» за роль Пэтти Хьюз                                               |
| 2008 | 65-я      | • Эди Фалко — «Клан Сопрано» за роль Кармелы Сопрано                                       |                                                                                            |
| 2008 | 65-я      | • Салли Филд — «Братья и сёстры» за роль Норы Уокер                                        |                                                                                            |
| 2008 | 65-я      | • Холли Хантер — «Спасите Грейс» за роль Грейс Ханадарко                                   |                                                                                            |
| 2008 | 65-я      | • Кира Седжвик — «Ищейка» за роль Бренды Ли Джонсон                                        |                                                                                            |
| 2008 | 65-я      | • Патрисия Аркетт — «Медиум» за роль Аллисон Дюбуа                                         |                                                                                            |
| 2008 | 65-я      | • Минни Драйвер — «Богатство» за роль Дэлии Мэллой                                         |                                                                                            |
| 2009 | 66-я      |                                                                                            | • Анна Пэкуин — «Настоящая кровь» за роль Суки Стакхаус                                    |
| 2009 | 66-я      | • Дженьюари Джонс — «Безумцы» за роль Бетти Драпер                                         |                                                                                            |
| 2009 | 66-я      | • Салли Филд — «Братья и сёстры» за роль Норы Уокер                                        |                                                                                            |
| 2009 | 66-я      | • Кира Седжвик — «Ищейка» за роль Бренды Ли Джонсон                                        |                                                                                            |
| 2009 | 66-я      | • Маришка Харгитей — «Закон и порядок: Специальный корпус» за роль детектива Оливии Бенсон |                                                                                            |
| 2010 | 67-я      |                                                                                            | • Джулианна Маргулис — «Хорошая жена» за роль Алисии Флоррик                               |
| 2010 | 67-я      | • Дженьюари Джонс — «Безумцы» за роль Бетти Драпер                                         |                                                                                            |
| 2010 | 67-я      | • Гленн Клоуз — «Схватка» за роль Пэтти Хьюз                                               |                                                                                            |
| 2010 | 67-я      | • Анна Пэкуин — «Настоящая кровь» за роль Суки Стакхаус                                    |                                                                                            |
| 2010 | 67-я      | • Кира Седжвик — «Ищейка» за роль Бренды Ли Джонсон                                        |                                                                                            |

## 2011—2020
| Год  | Церемония | Фотографии лауреатов                                                                    | Лауреаты и номинанты                                       |
| ---- | --------- | --------------------------------------------------------------------------------------- | ---------------------------------------------------------- |
| 2011 | 68-я      |                                                                                         | • Кэти Сагал — «Сыны анархии» за роль Джеммы Теллер Морроу |
| 2011 | 68-я      | • Джулианна Маргулис — «Хорошая жена» за роль Алисии Флоррик                            |                                                            |
| 2011 | 68-я      | • Элизабет Мосс — «Безумцы» за роль Пегги Олсон                                         |                                                            |
| 2011 | 68-я      | • Пайпер Перабо — «Тайные операции» за роль Энни Уокер                                  |                                                            |
| 2011 | 68-я      | • Кира Седжвик — «Ищейка» за роль Бренды Ли Джонсон                                     |                                                            |
| 2012 | 69-я      |                                                                                         | • Клэр Дэйнс — «Родина» за роль Кэрри Мэтисон              |
| 2012 | 69-я      | • Мирей Инос — «Убийство» за роль Сары Линден                                           |                                                            |
| 2012 | 69-я      | • Джулианна Маргулис — «Хорошая жена» за роль Алисии Флоррик                            |                                                            |
| 2012 | 69-я      | • Мэделин Стоу — «Месть» за роль Виктории Грейсон                                       |                                                            |
| 2012 | 69-я      | • Келли Торн — «Необходимая жестокость» за роль Дэни Сантино                            |                                                            |
| 2013 | 70-я      | • Клэр Дэйнс — «Родина» за роль Кэрри Мэтисон                                           |                                                            |
| 2013 | 70-я      | • Конни Бриттон — «Нэшвилл» за роль Рэйны Джеймс                                        |                                                            |
| 2013 | 70-я      | • Мишель Докери — «Аббатство Даунтон» за роль леди Мэри Кроули                          |                                                            |
| 2013 | 70-я      | • Гленн Клоуз — «Схватка» за роль Пэтти Хьюз                                            |                                                            |
| 2013 | 70-я      | • Джулианна Маргулис — «Хорошая жена» за роль Алисии Флоррик                            |                                                            |
| 2014 | 71-я      |                                                                                         | • Робин Райт — «Карточный домик» за роль Клэр Андервуд     |
| 2014 | 71-я      | • Керри Вашингтон — «Скандал» за роль Оливии Поуп                                       |                                                            |
| 2014 | 71-я      | • Джулианна Маргулис — «Хорошая жена» за роль Алисии Флоррик                            |                                                            |
| 2014 | 71-я      | • Татьяна Маслани — «Тёмное дитя» за роль Сары Мэннинг                                  |                                                            |
| 2014 | 71-я      | • Тейлор Шиллинг — «Оранжевый — хит сезона» за роль Пайпер Чапман                       |                                                            |
| 2015 | 72-я      |                                                                                         | • Рут Уилсон — «Любовники» за роль Элисон Бейли            |
| 2015 | 72-я      | • Клэр Дэйнс — «Родина» за роль Кэрри Мэтисон                                           |                                                            |
| 2015 | 72-я      | • Виола Дэвис — «Как избежать наказания за убийство» за роль профессора Аннализы Китинг |                                                            |
| 2015 | 72-я      | • Джулианна Маргулис — «Хорошая жена» за роль Алисии Флоррик                            |                                                            |
| 2015 | 72-я      | • Робин Райт — «Карточный домик» за роль Клэр Андервуд                                  |                                                            |
| 2016 | 73-я      |                                                                                         | • Тараджи П. Хенсон — «Империя» за роль Куки Лайон         |
| 2016 | 73-я      | • Катрина Балф — «Чужестранка» за роль Клэр Рэндалл                                     |                                                            |
| 2016 | 73-я      | • Виола Дэвис — «Как избежать наказания за убийство» за роль профессора Аннализы Китинг |                                                            |
| 2016 | 73-я      | • Ева Грин — «Страшные сказки» за роль Ванессы Айвз                                     |                                                            |
| 2016 | 73-я      | • Робин Райт — «Карточный домик» за роль Клэр Андервуд                                  |                                                            |
| 2017 | 74-я      |                                                                                         | • Клэр Фой — «Корона» за роль Елизаветы II                 |
| 2017 | 74-я      | • Катрина Балф — «Чужестранка» за роль Клэр Рэндалл                                     |                                                            |
| 2017 | 74-я      | • Эван Рэйчел Вуд — «Мир Дикого запада» за роль Долорес Абернати                        |                                                            |
| 2017 | 74-я      | • Вайнона Райдер — «Очень странные дела» за роль Джойс Байерс                           |                                                            |
| 2017 | 74-я      | • Кери Расселл — «Американцы» за роль Элизабет Дженнингс                                |                                                            |
| 2018 | 75-я      |                                                                                         | • Элизабет Мосс — «Рассказ служанки» за роль Джун Осборн   |
| 2018 | 75-я      | • Катрина Балф — «Чужестранка» за роль Клэр Рэндалл                                     |                                                            |
| 2018 | 75-я      | • Мэгги Джилленхол — «Двойка» за роль Эйлин «Кэнди» Меррелл                             |                                                            |
| 2018 | 75-я      | • Кэтрин Лэнгфорд — «13 причин почему» за роль Ханны Бейкер                             |                                                            |
| 2018 | 75-я      | • Клэр Фой — «Корона» за роль Елизаветы II                                              |                                                            |
| 2019 | 76-я      |                                                                                         | • Сандра О — «Убивая Еву» за роль Евы Поластри             |
| 2019 | 76-я      | • Катрина Балф — «Чужестранка» за роль Клэр Фрейзер                                     |                                                            |
| 2019 | 76-я      | • Элизабет Мосс — «Рассказ служанки» за роль Джун Осборн                                |                                                            |
| 2019 | 76-я      | • Кери Расселл — «Американцы» за роль Элизабет Дженнингс                                |                                                            |
| 2019 | 76-я      | • Джулия Робертс — «Возвращение домой» за роль Хайди Бергман                            |                                                            |
| 2020 | 77-я      |                                                                                         | • Оливия Колман — «Корона» за роль королевы Елизаветы II   |
| 2020 | 77-я      | • Николь Кидман — «Большая маленькая ложь» за роль Селесты Райт                         |                                                            |
| 2020 | 77-я      | • Джоди Комер — «Убивая Еву» за роль Вилланель                                          |                                                            |
| 2020 | 77-я      | • Риз Уизерспун — «Утреннее шоу» за роль Брэдли Джексон                                 |                                                            |
| 2020 | 77-я      | • Дженнифер Энистон — «Утреннее шоу» за роль Алекс Леви                                 |                                                            |

## 2021—2025
| Год  | Церемония | Фотографии лауреатов                                                    | Лауреаты и номинанты                                           |
| ---- | --------- | ----------------------------------------------------------------------- | -------------------------------------------------------------- |
| 2021 | 78-я      |                                                                         | • Эмма Коррин — «Корона» за роль Дианы Спенсер                 |
| 2021 | 78-я      | • Оливия Колман — «Корона» за роль королевы Елизаветы II                |                                                                |
| 2021 | 78-я      | • Джоди Комер — «Убивая Еву» за роль Вилланель                          |                                                                |
| 2021 | 78-я      | • Лора Линни — «Озарк» за роль Венди Бирд                               |                                                                |
| 2021 | 78-я      | • Сара Полсон — «Рэтчед» за роль сестры Рэтчед                          |                                                                |
| 2022 | 79-я      |                                                                         | • Эмджей Родригес — «Поза» за роль Бланки Родригес-Евангелиста |
| 2022 | 79-я      | • Узо Адуба — «Пациенты» за роль Брук Тейлор                            |                                                                |
| 2022 | 79-я      | • Кристин Барански — «Хорошая борьба» за роль Дианы Локхарт             |                                                                |
| 2022 | 79-я      | • Элизабет Мосс — «Рассказ служанки» за роль Джун Осборн                |                                                                |
| 2022 | 79-я      | • Дженнифер Энистон — «Утреннее шоу» за роль Алекс Леви                 |                                                                |
| 2023 | 80-я      |                                                                         | • Зендея — «Эйфория» за роль Ру Беннет                         |
| 2023 | 80-я      | • Эмма Д’Арси — «Дом Дракона» за роль Рейниры Таргариен                 |                                                                |
| 2023 | 80-я      | • Лора Линни — «Озарк» за роль Венди Бирд                               |                                                                |
| 2023 | 80-я      | • Имельда Стонтон — «Корона» за роль королевы Елизаветы II              |                                                                |
| 2023 | 80-я      | • Хилари Суэнк — «Аляска Дейли» за роль Эйлин Фицджеральд               |                                                                |
| 2024 | 81-я      |                                                                         | • Сара Снук — «Наследники» за роль Шивон Рой                   |
| 2024 | 81-я      | • Хелен Миррен — «1923» за роль Кары Даттон                             |                                                                |
| 2024 | 81-я      | • Белла Рамзи — «Одни из нас» за роль Элли                              |                                                                |
| 2024 | 81-я      | • Кери Расселл — «Дипломатка» за роль Кейт Уолер                        |                                                                |
| 2024 | 81-я      | • Имельда Стонтон — «Корона» за роль королевы Елизаветы II              |                                                                |
| 2024 | 81-я      | • Эмма Стоун — «Проклятые» за роль Уитни Сигел                          |                                                                |
| 2025 | 82-я      |                                                                         | • Анна Саваи — «Сёгун» за роль Тоды Марико                     |
| 2025 | 82-я      | • Кэти Бейтс — «Матлок» за роль Мэдлин «Мэтти» Матлок / Мэдлин Кингстон |                                                                |
| 2025 | 82-я      | • Эмма Д’Арси — «Дом Дракона» за роль Рейниры Таргариен                 |                                                                |
| 2025 | 82-я      | • Кира Найтли — «Чёрные голуби» за роль Хелен Уэбб                      |                                                                |
| 2025 | 82-я      | • Кери Расселл — «Дипломатка» за роль Кейт Уолер                        |                                                                |
| 2025 | 82-я      | • Майя Эрскин — «Мистер и миссис Смит» за роль Джейн Смит / Аланы       |                                                                |